# Pulgar trifalángico
El pulgar trifalangico es  una malformacion congénita en donde el pulgar tiene 3 (o más) falanges en lugar de 2. La falange extra puede variar en tamaño, debido a que algunas falanges extras están desde muy poco desarrolladas (dándoles el tamaño de una roca pequeña) hasta estar desarrolladas correctamente. No se sabe la frecuencia exacta de esta condición, pero se cree que afecta alrededor de 1 de cada 25,000 personas. Esta afección puede ser espontánea o puede ser hereditaria (aunque esto se ve sólo en 2 tercios de los casos).
Como el nombre lo dice, esta condición es un tipo de hiperfalangismo.

## Sintomatología
El pulgar hiperfalángico tiene una apariencia que es diferente de los pulgares normales, pero hay mucha más diferencia entre pulgar hiperfalángico tras otro, algunos pulgares hiperfalángicos se ven tan largos como un dedo, y otros tienen una desviación radio-ulnar (clinodactilia), es común ver la deficiencia del músculo tenar entre la gente con hiperfalangismo del pulgar.
A veces, la polidactilia de tipo radial está presente junto a esta condición.

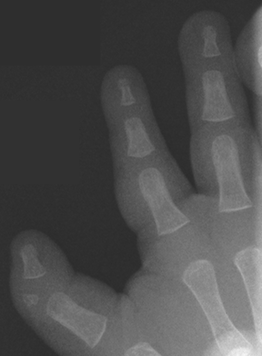
Falange extra pequeña con forma de delta en el pulgar causando clinodactilia en el mismo dígito.

Hiperfalangismo del pulgar con polidactilia radial

Radiografia de un pulgar hiperfalángico, apareciendo junto con polimetacarpia radial

## Causas
Las malformaciones de extremidades superiores toman lugar alrededor de la tercera y séptima semana de vida fetal.
Cuando esta malformación es hereditaria (en ese caso se le denominaría hiperfalangismo del pulgar familiar), normalmente se debe a una mutación en el cromosoma 7q36, y se heredaría en un patrón autosómico dominante, con pulgares no oponibles y afectando a ambos pulgares, en casos esporádicos, generalmente son pulgares oponibles y sólo se ve el hiperfalangismo en un pulgar, a veces, el hiperfalangismo del pulgar esporádico es causado por la misma razón que la versión familiar de la condición (una mutación en el brazo corto del cromosoma 7).

### Sindrómicas
Aunque el pulgar hiperfalángico generalmente se presenta aisladamente/idiopáticamente (es decir, sin ninguna causa sindrómica y/o causa general), también puede ser síntoma de una enfermedad sindrómica o puede acompañar a otra malformación congénita.
Las causas sindrómicas son:
- Síndrome de Holt-Oram
- Síndrome de Aase
- Anemia de Blackfan-Diamond
- Síndrome de Townes-Brocks
- Anemia de Falconi

Las malformaciones son:
- Polidactilia radial
- Sindactilia
- Ectrodactilia

## Clasificación
Hay varios tipos de hiperfalangismo del pulgar, estos son:
- Tipo I: Se caracteriza por un pulgar que posee una falange extra con forma de delta.

- Tipo II: Se caracteriza por un pulgar que posee una falange intermedia corta extra con forma triangular (braquimesofalangismo).

- Tipo III: Se caracteriza por un pulgar con una falange intermedia extra con forma de trapezoide.

- Tipo IV: Se caracteriza por un pulgar con una falange intermedia larga extra con forma rectangular (dolicofalangismo).

- Tipo V: Se caracteriza por un pulgar hipoplastico trifalangico.

- Tipo VI: Se caracteriza por un pulgar trifalangico que se presenta junto a la versión radial de la polidactilia